# 大花腋花黄芩
大花腋花黄芩（学名：Scutellaria axilliflora var. medullifera）为唇形科黄芩属下的一个变种。

## 扩展阅读
- 維基物種上的相關：大花腋花黄芩